# São Gabriel da Cachoeira (kommun)
São Gabriel da Cachoeira är en kommun i Brasilien.   Den ligger i delstaten Amazonas, i den nordvästra delen av landet, 2 800 km nordväst om huvudstaden Brasília. Antalet invånare är 37 300.
Följande samhällen finns i São Gabriel da Cachoeira:
- São Gabriel da Cachoeira

I omgivningarna runt São Gabriel da Cachoeira växer i huvudsak städsegrön lövskog. Trakten runt São Gabriel da Cachoeira är nära nog obefolkad, med mindre än två invånare per kvadratkilometer.